# Pastora Imperio
Pastora Rojas Monje, més coneguda pel seu nom artístic Pastora Imperio (Sevilla, 1885 / 1888 / 1889 - Madrid, 1979) va ser una bailaora gitana de folklore flamenc. Les seves actuacions incloïen estils diversos com les jotes, el vito, la farruca, soleares, el garrotín, entre d'altres.
Va gravar una important quantitat de discs, a més a més de participar en algunes pel·lícules. Va gravar nombroses cançons entre les quals destaquen La nieta de Carmen, Trianerías i Mis ojos son verdes.
Formà part de la gernació artística en què també brillaren, en les primeres dècades del segle xx, Antonia Mercé i Luque (La Argentina), Tórtola Valencia, Amalia Molina, Encarnación López (La Argentinita), i altres figures de la dansa i la cançó espanyola.
Pastora va néixer en el si d'una família lligada al món del flamenc i començà de ben jove a rebre classes de ball. Debutà als 13 anys al Saló Japonès de Madrid; després va començar a actuar a l'Actualidades. Va recórrer diverses capitals de l'estat fins que el 1914 va començar gires per França, Cuba, Argentina, Mèxic, d'entre d'altres.
L'abril de 1915 va estrenar El amor brujo de Manuel de Falla, obra que el compositor va escriure en el seu honor. No només va ser el compositor gadità qui va escriure inspirant-se en aquesta artista, també ho van fer poetes com els germans Álvarez Quintero, Jacinto Benavente, Antonio Machado, Ramón María del Valle-Inclán, Ramón Pérez de Ayala, Francisco Villaespesa o Emilio Carrere.
El 1929 es retira de la vida artística fins al 1934 en què reapareix oferint uns recitals de cançons i danses gitanes. Durant aquests anys treballa al teatre Coliseum de Madrid i a la companyia de Pilar López. El 1958 es retirà definitivament. La seva vellesa va transcórrer allunyada del món de l'espectacle i va morir a l'edat de 90 anys.